# Braceborough
Braceborough – osada w Anglii, w hrabstwie Lincolnshire. Leży 60 km na południe od Lincoln i 135 km na północ od Londynu.